# Karenční lhůta
Karenční lhůta, nebo také karenční doba (čekací či odkladná), je pevně stanovená doba, která musí uběhnout, aby mohla nastat nějaká právní skutečnost, která by se jinak stala dříve.

## Karenční lhůta v České republice
V České republice se karenční lhůta objevuje například v oblasti pojišťovnictví. Právní skutečnosti je v tomto případě často pracovní neschopnost a s ní spojené dávky. Dávky jsou však vypláceny nikoliv za všechny dny pracovní neschopnosti, ale jen za období následující po karenční lhůtě. Délka této karenční lhůty je stanovená v pojistné smlouvě.
Další příklad karenční lhůty, která není dána smluvně, ale zákonem, se týkal nemocenské. Zde určuje lhůtu, po kterou nenáleží pracovně neschopnému náhrada za mzdu. Tato doba trvá tři dny. Karenční lhůtu Ústavní soud původně zrušil v roce 2008, aby po jejím opětovném zavedení další návrh na její zrušení v roce 2012 odmítl. Až v roce 2019 bylo znovu legislativně rozhodnuto o zrušení karenční lhůty od 1. července 2019.
U katastru nemovitostí je to lhůta tří týdnů od návrhu, než dojde k zápisu vkladu do katastru. Na předmětné nemovitosti je v tomto období plomba, která brání změnám dat.

## Karenční lhůta ve světě
V Evropské unii nemá karenční lhůtu u nemocenské přibližně polovina států (např. Belgie, Německo, Dánsko, Polsko a Slovensko). V ostatních státech se její délka pohybuje od jednoho do sedmi dnů.